# Pazo (Arceo)
Pazo (en gallego y oficialmente, O Pazo) es un lugar español, actualmente despoblado, que forma parte de la parroquia de Arceo, del municipio de Boimorto, en la provincia de La Coruña.

## Demografía
| Gráfica de evolución demográfica de Pazo entre 2000 y 2018 |
|                                                            |
| Datos según el nomenclátor publicado por el INE.           |